# Mike Mulvey
Mike Mulvey (* 25. Februar 1963 in Manchester) ist ein australisch-englischer Fußballtrainer.

## Trainerkarriere
Anfang 2010 wurde Mulvey Co-Trainer von Miron Bleiberg beim australischen Verein Gold Coast United. Zuvor war er bereits als Assistenztrainer der australischen U-20 tätig gewesen. Am 20. Februar 2012 wurde Mulvey zum Interimscoach bei Gold Coast ernannt, da Bleiberg aufgrund sportlichen Misserfolgs entlassen worden war. Im Jahr 2012 wurde Gold Coast United aufgrund mehrerer Verstöße gegen die Richtlinien der A-League die Lizenz entzogen und der Verein somit aufgelöst.
Im Sommer 2012 wurde er neuer Cheftrainer bei der Damenmannschaft von Melbourne Victory.
Im Dezember 2012 verpflichtete der A-League-Teilnehmer Brisbane Roar Mulvey als Interimstrainer. Im Februar 2013 wurde Mulvey aufgrund guter Ergebnisse auf Dauer zum Cheftrainer ernannt. In der Saison 2013/14 gewann er mit Roar den Meistertitel durch ein 2:1 im Grand-Final gegen die Western Sydney Wanderers.